# Kamari Murphy
Kamari Michael Murphy (Brooklyn, Nueva York, 14 de diciembre de 1993) es un baloncestista estadounidense que pertenece a la plantilla del Scaligera Verona de la Serie A2 italiana. Con 2,03 metros de estatura, juega en la posición de ala-pívot.

## Trayectoria deportiva

### Universidad
Jugó dos temporadas con los Cowboys de la Universidad Estatal de Oklahoma, en la que promedió 4,9 puntos y 5,1 rebotes por partido. En 2014 fue transferido a los Hurricanes de la Universidad de Miami, donde, tras cumplor el año de sanción que impone la NCAA, jugó dos temporadas más, en las que promedió 6,4 puntos y 6,6 rebotes por encuentro,

### Profesional
Tras no ser elegido en el Draft de la NBA de 2017, disputó las Ligas de Verano de la NBA con los Brooklyn Nets, peomediando 1,5 puntos y 3,5 rebotes en los cuatro partidos que jugó. En octubre firmó con los Nets, pero lo acabaron asignando a su filial en la G League, los Long Island Nets, donde en su primera temporada, jugando como titular, promedió 10,4 puntos y 7,4 rebotes por partido.
Volvió a disputar la temporada siguiente las Ligas de Verano con Brooklyn, promediando 5,0 puntos y 4,6 rebotes en los cinco encuentros jugados, regraseando nuevamente al equipo de la Liga de Desarrollo.
En la temporada 2021-22, firma por el BC Kalev con el que disputa la Alexela Korvpalli Meistriliiga de Estonia y la VTB League.
El 22 de julio de 2022, firma por el GTK Gliwice de la Polska Liga Koszykówki.
El 25 de julio de 2023 fichó por el Scaligera Verona de la Serie A2 italiana.